# 환상수호전 티어크라이스
《환상수호전 티어크라이스》(일본어: 幻想水滸伝ティアクライス)는 코나미가 발매한 롤플레잉 비디오 게임이다. 《환상수호전》 시리즈의 외전작으로 기존 본편 시리즈와 별개의 세계관을 사용하며, 닌텐도 DS 플랫폼으로 일본서 2008년 12월 18일 처음 출시됐다. 대한민국에는 2009년 7월 16일 발매됐다.

## 반응
《환상수호전 티어크라이스》는 일본에서 발매일에 약 40,000장이 판매됐으며, 최종적으로 174,000장의 판매량을 기록했다.

## 참조
1. ↑  영어판 제목은 《수호전 티어크라이스》(Suikoden Tierkreis).
2. ↑  티어크라이스 (Tierkreis)는 독일어로 '황도대'를 의미한다.